# Cautires taoi
Cautires taoi es una especie de escarabajo perteneciente a la familia Lycidae y en la subfamilia Lycinae.
La especie fue descrita por primera vez en 2012 por Ladislav Bocák de la Universidad Palacký y publicado en ZooKeys. Sukosari en Java Oriental ha sido identificado como el sitio tipo del escarabajo. El epíteto de especie fue otorgado en honor a M. Tao, quien captó el holotipo.

## Descricpión
Es un escarabajo con un cuerpo delgado, aplanado dorsoventralmente y débilmente esclerotizado, de unos 7,2 mm de largo. El pronoto y la mitad basal de los Élitros son de color rojo anaranjado, mientras que el resto del cuerpo es de color marrón oscuro o negro. El pronoto y el tegumento están cubiertos de pelo anaranjado. Las antenas de la hembra son muy dentadas, mientras que las del macho tienen antenas cortas y laminares. La cabeza es pequeña y está equipada con ojos compuestos hemisféricos con diámetros iguales a 0,87 de su separación. El pronoto es 1,35 veces más ancho que el largo y plano. Tiene bordes laterales elevados y convexos y ángulos traseros agudos. Una quilla longitudinal atraviesa el centro del tercio frontal del pronoto, luego se divide para formar costillas que bordean la areola central, que llega al borde basal del pronoto. Las cubiertas tienen cuatro nervaduras longitudinales primarias bien desarrolladas y cinco nervaduras longitudinales secundarias menos desarrolladas. Entre estas nervaduras hay ranuras transversales densamente espaciadas que dividen la superficie de las cubiertas en células (aréolas).
Es un insecto oriental, endémico de Indonesia, conocido únicamente en la provincia de Java Oriental.